# Sociedade Operadora de Mercado de Ativos
A Sociedade Operadora de Mercado de Ativos (SOMA) é o chamado mercado de acesso, onde são negociadas ações que ainda não têm porte para ir ao pregão da própria B3.

## Histórico
Criada em 1996, a Sociedade Operadora de Mercado de Ativos (SOMA) foi o primeiro mercado de balcão organizado do Brasil. Os fundadores se inspiraram na Bolsa eletrônica norte-americana Nasdaq. A SOMA surgiu na Bolsa de Valores do Rio de Janeiro na época que esta ainda negociava ações.
A Bovespa comprou a SOMA em 2001, transferindo suas operações para São Paulo.
Apenas empresas de capital aberto estão aptas a registrar títulos para negociação na SOMA.

## Referência Bibliográfica
LUQUET, Mara & ROCCO, Nelson - GUIA VALOR ECONÔMICO DE INVESTIMENTO EM AÇÕES - Ed. Globo, São Paulo, 2007.